# Leiopsammodius abyssinicus
Leiopsammodius abyssinicus är en skalbaggsart som beskrevs av Müller 1942. Leiopsammodius abyssinicus ingår i släktet Leiopsammodius och familjen Aphodiidae. Inga underarter finns listade i Catalogue of Life.